# Alla Yoshpe
Alla Yakovlevna Yoshpe (en russe : А́лла Я́ковлевна Ио́шпе (Йо́шпе), née le 13 juin 1937 en République socialiste soviétique d'Ukraine et morte le 30 janvier 2021) est une chanteuse pop soviétique et russe.
Son mari est le chanteur Stahan Rakhimov, avec qui elle a joué en duo dans les années 1960.

## Biographie
En 2002, Yoshpe et son mari Stakhan Rakhimov reçoivent le titre d'artiste du peuple de la fédération de Russie. Elle meurt le 30 janvier 2021,.

## Chansons sélectionnées
- Tri plus pyat (en russe : Три плюс пять, littéralement « trois plus cinq »), adaptation en russe de Ivan, Boris et moi de Marie Laforêt.